# Frankrijk op de Olympische Winterspelen 1994
Tijdens de Olympische Winterspelen van 1994, die in Lillehammer (Noorwegen) werden gehouden, nam Frankrijk voor de zeventiende keer deel.

## Medailleoverzicht
| Sport          | Olympiër                                                            | Discipline             | Medaille |
| -------------- | ------------------------------------------------------------------- | ---------------------- | -------- |
| Biatlon        | Anne Briand                                                         | 15 km (v)              | Zilver   |
| Biatlon        | Thierry Dusserre Patrice Bailly-Salins Lionel Laurent Hervé Flandin | 4x7,5 km estafette (m) | Brons    |
| Biatlon        | Corinne Niogret Véronique Claudel Delphine Burlet Anne Briand       | 4x7,5 km estafette (v) | Brons    |
| Freestyleskiën | Edgar Grospiron                                                     | moguls (m)             | Brons    |
| Kunstrijden    | Philippe Candeloro                                                  | mannen                 | Brons    |

## Deelnemers en resultaten
(m) = mannen, (v) = vrouwen 

### Alpineskiën
| Olympiër               | Discipline       | Resultaat | Prestatie                                                       |
| ---------------------- | ---------------- | --------- | --------------------------------------------------------------- |
| Luc Alphand            | afdaling (m)     | 8e        | 1.46,25 (+0,50)                                                 |
| Luc Alphand            | super g (m)      | 8e        | 1.33,39 (+0,86)                                                 |
| Sébastien Amiez        | slalom (m)       | dnf-2     | opgave run 2 1.03,66+dnf                                        |
| Nicolas Burtin         | afdaling (m)     | 6e        | 1.46,22 (+0,47)                                                 |
| Nicolas Burtin         | super g (m)      | 31e       | 1.35,28 (+2,75)                                                 |
| Jean-Luc Crétier       | afdaling (m)     | 24e       | 1.47,27 (+1,52)                                                 |
| Jean-Luc Crétier       | combinatie (m)   | dq-s1     | diskwalificatie slalom run 1 afdaling: 1.38,92                  |
| Yves Dimier            | slalom (m)       | 16e       | 2.06,99 (+4,97) 1.03,72+1.03,27                                 |
| Franck Piccard         | super g (m)      | 23e       | 1.34,75 (+2,22)                                                 |
| Franck Piccard         | reuzenslalom (m) | 13e       | 2.53,97 (+1,51) 1.29,79+1.24,18                                 |
| Ian Piccard            | reuzenslalom (m) | 17e       | 2.54,85 (+2,39) 1.30,21+1.24,64                                 |
| Christophe Plé         | afdaling (m)     | 22e       | 1.47,11 (+1,36)                                                 |
| Christophe Plé         | super g (m)      | 17e       | 1.34,50 (+1,97)                                                 |
|                        |                  |           |                                                                 |
| Nathalie Bouvier       | afdaling (v)     | 29e       | 1.38,85 (+2,92)                                                 |
| Régine Cavagnoud       | afdaling (v)     | 26e       | 1.38,69 (+2,76)                                                 |
| Régine Cavagnoud       | super g (v)      | 11e       | 1.23,13 (+0,98)                                                 |
| Régine Cavagnoud       | reuzenslalom (v) | 18e       | 2.36,78 (+5,81) 1.23,45+1.13,33                                 |
| Patricia Chauvet-Blanc | slalom (v)       | dnf-1     | opgave run 1                                                    |
| Béatrice Filliol       | slalom (v)       | dnf-1     | opgave run 1                                                    |
| Sophie Lefranc         | reuzenslalom (v) | dnf-1     | opgave run 1                                                    |
| Florence Masnada       | afdaling (v)     | 13e       | 1.37,92 (+1,99)                                                 |
| Florence Masnada       | super g (v)      | 14e       | 1.23,43 (+1,28)                                                 |
| Florence Masnada       | slalom (v)       | dnf-1     | opgave run 1                                                    |
| Florence Masnada       | combinatie (v)   | 7e        | 3.10,02 (+4,86) afdaling: 1.29,11 slalom: 1.40,91 (51,86+49,05) |
| Carole Merle           | super g (v)      | 19e       | 1.23,72 (+1,57)                                                 |
| Carole Merle           | reuzenslalom (v) | 5e        | 2.33,44 (+2,47) 1.21,56+1.11,88                                 |
| Leila Piccard          | reuzenslalom (v) | dnf-2     | opgave run 2 1.24,58+dnf                                        |
| Leila Piccard          | slalom (v)       | dnf-2     | opgave run 2 1.01,33+dnf                                        |
| Mélanie Suchet         | afdaling (v)     | 6e        | 1.37,34 (+1,41)                                                 |
| Mélanie Suchet         | super g (v)      | 20e       | 1.23,74 (+1,59)                                                 |

### Biatlon
| Olympiër                                                                 | Discipline             | Resultaat | Prestatie |
| ------------------------------------------------------------------------ | ---------------------- | --------- | --- |
| Patrice Bailly-Salins                                                    | 10 km (m)              | 11e       | 29.43,1 (+1.36,1) pen.: 2 (1 + 1)                                                                                           |
| Patrice Bailly-Salins                                                    | 20 km (m)              | 13e       | 59.53,5 (+2.28,2) pen.: 4 (1 + 2 + 0 + 1)                                                                                   |
| Stéphane Bouthiaux                                                       | 10 km (m)              | 35e       | 31.07,3 (+3.00,3) pen.: 3 (1 + 2)                                                                                           |
| Thierry Dusserre                                                         | 10 km (m)              | 19e       | 30.22,6 (+2.15,6) pen.: 2 (1 + 1)                                                                                           |
| Hervé Flandin                                                            | 10 km (m)              | 8e        | 29.33,8 (+1.26,8) pen.: 1 (1 + 0)                                                                                           |
| Hervé Flandin                                                            | 20 km (m)              | 44e       | 1:02.25,9 (+5.00,6) pen.: 4 (2 + 1 + 1 + 0)                                                                                 |
| Lionel Laurent                                                           | 20 km (m)              | 32e       | 1:01.42,6 (+4.17,3) pen.: 3 (0 + 1 + 2 + 0)                                                                                 |
| Franck Perrot                                                            | 20 km (m)              | 47e       | 1:02.57,0 (+5.31,7) pen.: 3 (0 + 1 + 0 + 2)                                                                                 |
| Team Thierry Dusserre Patrice Bailly-Salins Lionel Laurent Hervé Flandin | 4x7,5 km estafette (m) | Brons     | 1:32.31,3 (+2.09,2) pen.: 1 23.22,2 pen.: 0 (0 + 0) 22.51,6 pen.: 1 (1 + 0) 23.04,5 pen.: 0 (0 + 0) 23.13,0 pen.: 0 (0 + 0) |
|                                                                          |                        |           | |
| Anne Briand                                                              | 7,5 km (v)             | 30e       | 28.00,8 (+1.52,0) pen.: 4 (4 + 0)                                                                                           |
| Anne Briand                                                              | 15 km (v)              | Zilver    | 52.53,3 (+46,7) pen.: 3 (1 + 1 + 0 + 1)                                                                                     |
| Emmanuelle Claret                                                        | 7,5 km (v)             | 35e       | 28.19,7 (+2.10,9) pen.: 5 (1 + 4)                                                                                           |
| Véronique Claudel                                                        | 7,5 km (v)             | 20e       | 27.28,2 (+1.19,4) pen.: 1 (1 + 0)                                                                                           |
| Véronique Claudel                                                        | 15 km (v)              | 20e       | 55.40,6 (+3.34,0) pen.: 2 (0 + 0 + 2 + 0)                                                                                   |
| Delphine Burlet                                                          | 15 km (v)              | 11e       | 54.21,8 (+2.15,2) pen.: 1 (0 + 0 + 1 + 0)                                                                                   |
| Corinne Niogret                                                          | 7,5 km (v)             | 27e       | 27.48,1 (+1.39,3) pen.: 3 (2 + 1)                                                                                           |
| Corinne Niogret                                                          | 15 km (v)              | 5e        | 53.38,1 (+1.31,5) pen.: 2 (1 + 0 + 1 + 0)                                                                                   |
| Team Corinne Niogret Véronique Claudel Delphine Burlet Anne Briand       | 4x7,5 km estafette (v) | Brons     | 1:52.28,3 (+5.08,8) pen.: 1 27.32,5 pen.: 0 (0 + 0) 28.15,3 pen.: 0 (0 + 0) 28.30,2 pen.: 0 (0 + 0) 28.10,3 pen.: 1 (0 + 1) |

### Bobsleeën
| Olympiër (deelname)                                              | Discipline                 | Resultaat | Prestatie                                       |
| ---------------------------------------------------------------- | -------------------------- | --------- | ----------------------------------------------- |
| Christophe Flacher Max Robert                                    | 2-mansbob (m) Frankrijk I  | 21e       | 3.34,30 (+3,49) (53,44 / 53,60 / 53,47 / 53,79) |
| Gabriel Fourmigue Philippe Tanchon                               | 2-mansbob (m) Frankrijk II | 23e       | 3.34,80 (+3,99) (53,54 / 53,70 / 53,58 / 53,98) |
| Christophe Flacher Thierry Tribondeau Claude Dasse Max Robert    | 4-mansbob (m) Frankrijk I  | 21e       | 3.31,18 (+3,40) (52,54 / 52,61 / 52,89 / 53,14) |
| Bruno Mingeon Philippe Tanchon Gabriel Fourmigue Eric Le Chanony | 4-mansbob (m) Frankrijk II | 16e       | 3.30,04 (+2,26) (52,43 / 52,49 / 52,54 / 52,58) |

### Freestyleskiën
| Olympiër (deelname) | Discipline  | Resultaat | Prestatie                           |
| ------------------- | ----------- | --------- | ----------------------------------- |
| Edgar Grospiron     | moguls (m)  | Brons     | 26,64 p. (kwalificatie: 26,65 p.)   |
| Olivier Cotte       | moguls (m)  | 4e        | 25,79 p. (kwalificatie: 26,36 p.)   |
| Olivier Allamand    | moguls (m)  | 6e        | 25,28 p. (kwalificatie: 25,89 p.)   |
| Jean-Marc Bacquin   | aerials (m) | 9e        | 196,88 p. (kwalificatie: 203,58 p.) |
| Alexis Blanc        | aerials (m) | 18e       | dnq (kwalificatie: 162,22 p.)       |
| Sébastien Foucras   | aerials (m) | 24e       | dnq (kwalificatie: 55,68 p.)        |
| Raphaëlle Monod     | moguls (v)  | 4e        | 25,17 p. (kwalificatie: 24,16 p.)   |
| Candice Gilg        | moguls (v)  | 5e        | 24,82 p. (kwalificatie: 24,12 p.)   |

### Kunstrijden
| Olympiër (deelname)             | Discipline | Resultaat | Prestatie                                                 |
| ------------------------------- | ---------- | --------- | --------------------------------------------------------- |
| Philippe Candeloro              | mannen     | Brons     | 6,5 p. (korte kür: 3 - lange kür: 5)                      |
| Éric Millot                     | mannen     | 7e        | 10,0 p. (korte kür: 6 - lange kür: 7)                     |
| Surya Bonaly                    | vrouwen    | 4e        | 5,5 p. (korte kür: 3 - lange kür: 4)                      |
| Marie-Pierre Leray              | vrouwen    | 14e       | 20,0 p. (korte kür: 14 - lange kür: 13)                   |
| Laetitia Hubert                 | vrouwen    | 17e       | 25,0 p. (korte kür: 20 - lange kür: 15)                   |
| Sophie Moniotte Pascal Lavanchy | ijsdansen  | 5e        | 10,0 p. (verpl.1: 5 - verpl.2: 5 - org.: 5 - vrij: 5)     |
| Bérangère Nau Luc Moneger       | ijsdansen  | 14e       | 29,0 p. (verpl.1: 15 - verpl.2: 15 - org.: 15 - vrij: 14) |

### Langlaufen
| Olympiër                                                                     | Discipline                    | Resultaat | Prestatie                                             |
| ---------------------------------------------------------------------------- | ----------------------------- | --------- | ----------------------------------------------------- |
| Stéphane Azambre                                                             | 10 km klassiek (m)            | 54e       | 27.14,6 (+2.54,5)                                     |
| Stéphane Azambre                                                             | achtervolging 10 km+15 km (m) | dns       | niet gestart 15 km (10 km:27.14 + 15 km:niet gestart) |
| Hervé Balland                                                                | 30 km vrije stijl (m)         | dnf       | opgave                                                |
| Patrick Remy                                                                 | 10 km klassiek (m)            | 22e       | 25.57,6 (+1.37,5)                                     |
| Patrick Remy                                                                 | 50 km klassiek (m)            | 23e       | 2:16.21,4 (+9.01,1)                                   |
| Patrick Remy                                                                 | achtervolging 10 km+15 km (m) | 20e       | +4.11,7 (10 km:25.57 + 15 km:38.23,5)                 |
| Philippe Sanchez                                                             | 10 km klassiek (m)            | 39e       | 26.47,8 (+2.27,7)                                     |
| Philippe Sanchez                                                             | 50 km klassiek (m)            | 46e       | 2:22.01,0 (+14.40,7)                                  |
| Philippe Sanchez                                                             | achtervolging 10 km+15 km (m) | 29e       | +5.23,0 (10 km:26.47 + 15 km:38.44,8)                 |
| Cédric Vallet                                                                | 10 km klassiek (m)            | 63e       | 27.30,0 (+3.09,9)                                     |
| Cédric Vallet                                                                | 30 km vrije stijl (m)         | 32e       | 1:19.49,7 (+7.23,3)                                   |
| Cédric Vallet                                                                | 50 km klassiek (m)            | 33e       | 2:19.06,7 (+11.46,4)                                  |
| Cédric Vallet                                                                | achtervolging 10 km+15 km (m) | 53e       | +7.35,7 (10 km:27.30 + 15 km:40.14,5)                 |
| Team Philippe Sanchez Patrick Remy Hervé Balland Stéphane Azambre            | 4x10 km estafette (m)         | 10e       | 1:48.25,1 (+7.10,1) 28.52,0 27.44,3 25.45,1 26.03,7   |
|                                                                              |                               |           |                                                       |
| Sylvie Giry-Rousset                                                          | 15 km vrije stijl (v)         | dnf       | opgave                                                |
| Sylvie Giry-Rousset                                                          | 30 km klassiek (v)            | 50e       | 1:39.26,3 (+13.44,7)                                  |
| Isabelle Rémy                                                                | 5 km klassiek (v)             | 51e       | 16.31,4 (+2.22,6)                                     |
| Isabelle Rémy                                                                | 15 km vrije stijl (v)         | 39e       | 46.16,2 (+6.31,7)                                     |
| Isabelle Rémy                                                                | achtervolging 5 km+10 km (v)  | 30e       | +4.42,7 (5 km:16.31 + 10 km:29.49,8)                  |
| Carole Stanisière                                                            | 5 km klassiek (v)             | 41e       | 16.08,7 (+1.59,9)                                     |
| Carole Stanisière                                                            | 30 km klassiek (v)            | 24e       | 1:32.17,6 (+6.36,0)                                   |
| Carole Stanisière                                                            | achtervolging 5 km+10 km (v)  | 47e       | +6.32,3 (5 km:16.08 + 10 km:32.02,4)                  |
| Élisabeth Tardy                                                              | 5 km klassiek (v)             | 54e       | 16.39,3 (+2.30,5)                                     |
| Élisabeth Tardy                                                              | achtervolging 5 km+10 km (v)  | 41e       | +5.59,8 (5 km:16.39 + 10 km:30.58,9)                  |
| Sophie Villeneuve                                                            | 5 km klassiek (v)             | 23e       | 15.31,9 (+1.23,1)                                     |
| Sophie Villeneuve                                                            | 15 km vrije stijl (v)         | 9e        | 42.41,3 (+2.56,8)                                     |
| Sophie Villeneuve                                                            | achtervolging 5 km+10 km (v)  | 10e       | +1.58,7 (5 km:15.31 + 10 km:28.05,8)                  |
| Team Carole Stanisière Sylvie Giry-Rousset Sophie Villeneuve Élisabeth Tardy | 4x5 km estafette (v)          | 11e       | 1:02.28,6 (+5.16,1) 16.24,8 16.37,9 14.20,8 15.05,1   |

### Noordse combinatie
| Olympiër                                           | Discipline      | Resultaat | Prestatie |
| -------------------------------------------------- | --------------- | --------- | --- |
| Sylvain Guillaume                                  | individueel (m) | 9e        | +4.10,5 — schans: 202,0 p — 15 km: 38.18,4 |
| Fabrice Guy                                        | individueel (m) | 17e       | +6.12,3 — schans: 191,0 p — 15 km: 39.07,2 |
| Étienne Gouy                                       | individueel (m) | 28e       | +8.06,6 — schans: 192,0 p — 15 km: 41.08,5 |
| Stéphane Michon                                    | individueel (m) | 34e       | +8.18,2 — schans: 171,0 p — 15 km: 39.00,1 |
| Team Sylvain Guillaume Stéphane Michon Fabrice Guy | team (m)        | 6e        | +12.41,2 — schans: 557,5 p — 30 km: 1:20.53,0 schans: 193,0 p — 10 km: 26.45,8 schans: 191,5 p — 10 km: 27.09,8 schans: 173,0 p — 10 km: 26.57,4 |

### Schansspringen
| Olympiër                                                           | Discipline                     | Resultaat | Prestatie |
| ------------------------------------------------------------------ | ------------------------------ | --------- | --- |
| Steve Delaup                                                       | normale schans individueel (m) | 47e       | 162,5 punten 73,0 p. (74,5 m) + 89,5 p. (79,0 m) |
| Steve Delaup                                                       | grote schans individueel (m)   | 23e       | 170,2 punten 85,3 p. (103,5 m) + 84,9 p. (103,0 m) |
| Nicolas Dessum                                                     | normale schans individueel (m) | 14e       | 233,0 punten 123,5 p. (95,5 m) + 109,5 p. (88,0 m) |
| Nicolas Dessum                                                     | grote schans individueel (m)   | 21e       | 171,0 punten 92,8 p. (108,5 m) + 78,2 p. (101,5 m) |
| Nicolas Jean-Prost                                                 | normale schans individueel (m) | 22e       | 224,5 punten 111,0 p. (89,5 m) + 113,5 p. (89,0 m) |
| Nicolas Jean-Prost                                                 | grote schans individueel (m)   | 47e       | 97,1 punten 26,4 p. (78,0 m) + 70,7 p. (96,5 m) |
| Didier Mollard                                                     | normale schans individueel (m) | 17e       | 230,0 punten 115,5 p. (91,5 m) + 114,5 p. (90,0 m) |
| Didier Mollard                                                     | grote schans individueel (m)   | 10e       | 213,3 punten 117,7 p. (121,5 m) + 95,6 p. (109,5 m) |
| Team Steve Delaup Nicolas Jean-Prost Nicolas Dessum Didier Mollard | grote schans team (m)          | 6e        | 822,1 punten 90,3 p. (106,0 m) + 112,9 p. (118,0 m) 122,0 p. (122,5 m) + 102,0 p. (112,5 m) 103,2 p. (114,0 m) + 99,2 p. (111,5 m) 99,2 p. (111,5 m) + 93,3 p. (108,5 m) |

### Shorttrack
| Olympiër                                                      | Discipline           | Resultaat | Prestatie                                   |
| ------------------------------------------------------------- | -------------------- | --------- | ------------------------------------------- |
| Bruno Loscos                                                  | 500 m (m)            | 21e       | dnq, vr 3 (3e): 45,54                       |
| Bruno Loscos                                                  | 1000 m (m)           | 26e       | dnq, vr 7 (4e): 1.33,93                     |
|                                                               |                      |           |                                             |
| Valérie Barizza                                               | 500 m (v)            | 28e       | dnq, vr 5 (4e): 50,30                       |
| Valérie Barizza                                               | 1000 m (v)           | 27e       | dnq, vr 7 (4e): 1.52,30                     |
| Sandrine Daudet                                               | 500 m (v)            | 13e       | dnq, kf 2 (3e): 47,97, vr 4 (2e): 49,06     |
| Sandrine Daudet                                               | 1000 m (v)           | 16e       | dnq, kf 3 (4e): 1.40,83, vr 1 (2e): 1.41,91 |
| Laure Drouet                                                  | 500 m (v)            | 22e       | dnq, vr 8 (3e): 50,47                       |
| Laure Drouet                                                  | 1000 m (v)           | 25e       | dnq, vr 5 (4e): 1.41,21                     |
| Valérie Barizza Sandrine Daudet Sandra Deleglise Laure Drouet | 3000 m aflossing (v) | 7e        | B-finale: 4.59,94, hf 2 (4e): 4.55,24       |

### IJshockey
| Olympiër | Discipline | Resultaat | Prestatie |
| --- | ---------- | --------- | --- |
| Michel Valliere Petri Ylönen Christophe Moyon Steven Woodburn Stéphane Botteri Bruno Saunier Gérald Guennelon Denis Perez Serge Poudrier Franck Saunier Stéphane Barin Arnaud Briand Pierre Pousse Sylvain Girard Benoît Laporte Benjamin Agnel Pierrick Maïa Éric Lemarque Christophe Ville Antoine Richer Stéphane Arcangeloni Franck Pajonkowski | mannen     | 10e       | Voorronde groep B: 4- 4 Frankrijk - Verenigde Staten 1- 3 Frankrijk - Canada 1- 7 Frankrijk - Zweden 3- 7 Frankrijk - Italië 2- 6 Frankrijk - Slowakije Wedstrijd om 9e t/m 12e plaats: 5- 4 Frankrijk - Oostenrijk Wedstrijd om de 9e plaats: 2- 3 Frankrijk - Italië |

Amerikaanse Maagdeneilanden · Amerikaans-Samoa · Andorra · Argentinië · Armenië · Australië · België · Bermuda · Bosnië en Herzegovina · Brazilië · Bulgarije · Canada · Chili · China · Chinees Taipei · Cyprus · Denemarken · Duitsland · Estland · Fiji · Finland · Frankrijk · Georgië · Griekenland · Groot-Brittannië · Hongarije · IJsland · Israël · Italië · Jamaica · Japan · Kazachstan · Kirgizië · Kroatië · Letland · Liechtenstein · Litouwen · Luxemburg · Mexico · Moldavië · Monaco · Mongolië · Nederland · Nieuw-Zeeland · Noorwegen · Oekraïne · Oezbekistan · Oostenrijk · Polen · Portugal · Puerto Rico · Roemenië · Rusland · San Marino · Senegal · Slovenië · Slowakije · Spanje · Trinidad en Tobago · Tsjechië · Turkije · Verenigde Staten · Wit-Rusland · Zuid-Afrika · Zuid-Korea · Zweden · Zwitserland